# Atak na autobus w Gambeli
Atak na autobus w Gambeli – ostrzał autobusu 12 marca 2012 nieopodal miasta Gambela w Etiopii. Autobusem podróżowali Etiopczycy jadący do miasta Obang. W wyniku zamachu śmierć poniosło 19 osób, a 8 zostało rannych.